# Zone démilitarisée
Pour les articles homonymes, voir DMZ.

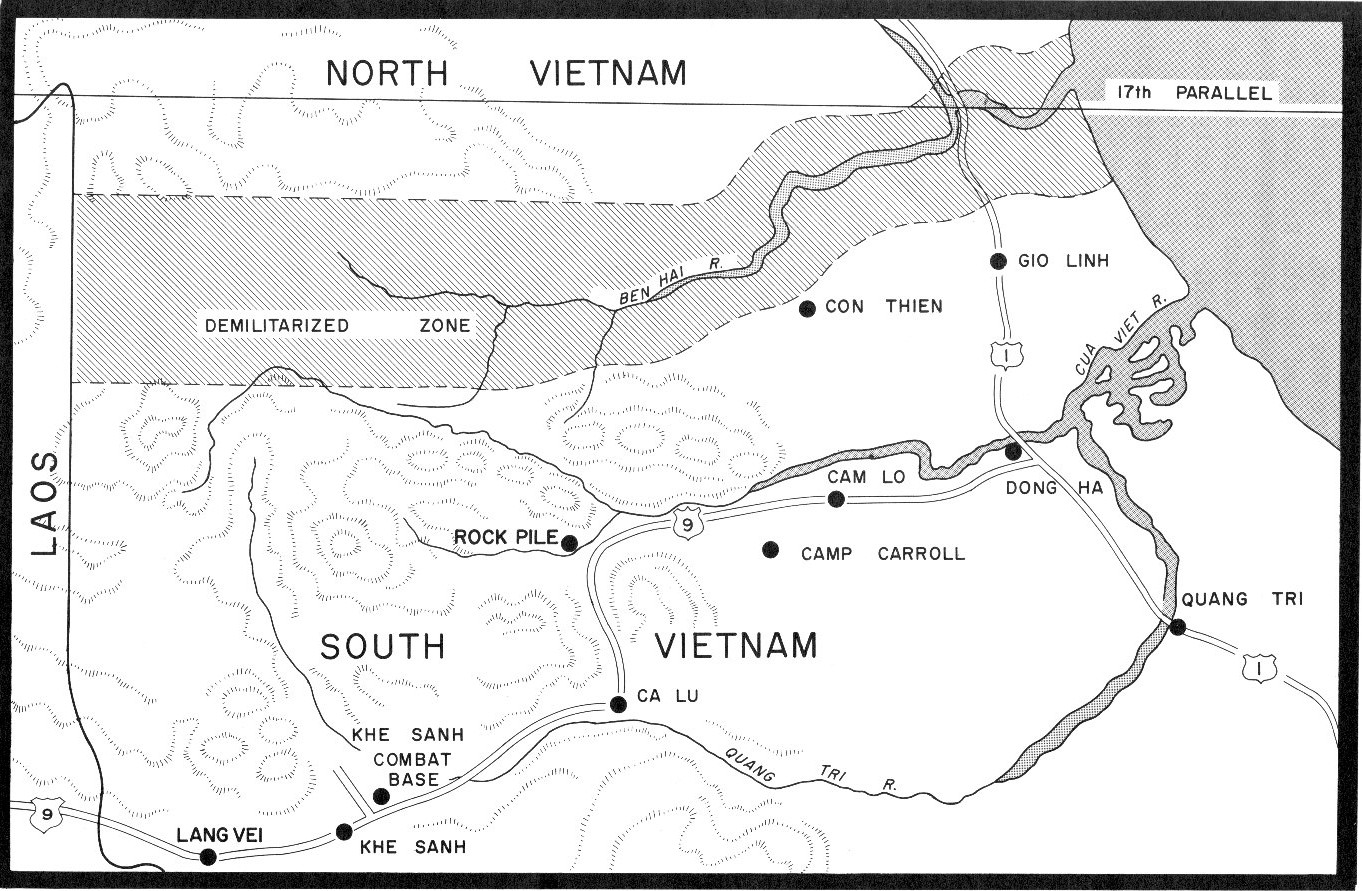
La zone vietnamienne démilitarisée entre le Nord et le Sud-Viêt Nam, en 1968.

Une zone démilitarisée (en anglais, demilitarized zone ou DMZ) est une zone géographique située entre deux territoires occupés par des armées ou groupes d’armées alliées, où l’activité militaire est interdite ou très fortement réduite, habituellement à la suite d'un traité de paix, un armistice ou tout autre accord bilatéral ou multilatéral.
Le terme peut être utilisé au sens de glacis (militaire), espace-tampon ménagé par une puissance autour de ses frontières par le contrôle de régions, voire de pays, limitrophes, afin d'optimiser la défense de son territoire, comme dans le cas de la Rhénanie.
Une zone démilitarisée se distingue d’un no man’s land, qui désigne une zone non habitée située entre deux frontières ou deux lignes de front.

## Histoire
Des zones démilitarisées ont été créées :
- Entre le Maroc et le Sahara occidental : au sud du mur Marocain se trouve une zone tampon surnommé « Kandahar » (d'après la ville de Kandahar en Afghanistan), une zone démilitarisée de quelques kilomètres avant la frontière avec la Mauritanie.
- Entre Gibraltar et l’Espagne à l’issue du siège de Gibraltar de 1727.
- Entre la Norvège et la Suède à la suite de la dissolution de l’union entre ces deux pays en 1905.
- En Rhénanie à la suite du traité de Versailles de 1919.
- Entre la Pologne et la Lituanie en 1920, sous la surveillance de la Société des Nations.
- Entre l’Arabie saoudite et l’Irak : la zone neutre Irak-Arabie saoudite, créée à la suite du traité de Muhammarah (Khorramshahr) du 5 mai 1922.
- Entre l'Arabie saoudite et le Koweït : la zone neutre Koweït-Arabie saoudite laissée indéfinie quand la frontière entre l'Arabie saoudite et le Koweït fut établie par le protocole d'Uqair du 22 décembre 1922.
- En France : la zone démilitarisée établie par l’armistice du 24 juin 1940 sur le territoire français (à l'époque zone libre) le long de la frontière avec l'Italie ou des limites de la zone d'occupation italienne en France.
- Entre le Mandchoukouo et le reste de la Chine à la suite de la trêve de Tanggu du 31 mai 1933.
- Entre l’État d’Israël et l’Égypte et entre Israël et la Syrie : plusieurs zones démilitarisées ont été établies depuis 1949.
- Entre le Nord et le Sud-Viêt Nam : la zone vietnamienne démilitarisée était la ligne de démarcation établie à la suite de la première guerre d'Indochine, qui sépara le territoire nord-vietnamien du territoire sud-vietnamien durant la seconde guerre d'Indochine (ou « guerre du Viêt Nam »).
- Entre la Corée du Nord et la Corée du Sud : la zone coréenne démilitarisée (en anglais demilitarized zone ou DMZ) créée le 23 mars 1953 lors de la signature de l’armistice de Panmunjeom.
- En Antarctique : le terme concerne les zones créées à la suite d'un conflit militaire, mais est parfois étendu au cas de l’Antarctique, où les activités militaires sont interdites depuis le traité sur l’Antarctique du 1er décembre 1959.
- À Chypre : la ligne verte  est une zone démilitarisée contrôlée par les casques bleus de l'ONU (UNFICYP), qui sépare, depuis 1974, l'île de Chypre, et sa capitale Nicosie, entre la république turque de Chypre du nord (souvent appelée « partie turque »), contrôlée de facto par la Turquie, et le reste de la république de Chypre (souvent appelé « partie grecque »).
- En Colombie, la zone démilitarisée (« zona de distensión ») de El Caguán était créée au sud de la Colombie dans le cadre des négociations de paix avec les FARC. Elle a été abolie le 21 février 2002 avec l’opération de reprise de la zone démilitarisée.

La zone neutralisée de Savoie créée à la suite du congrès de Vienne et au traité de Paris de 1815 n’était pas une zone démilitarisée : la Suisse pouvait y déployer des troupes (ce qu'elle ne fit jamais).

## Dans la culture
- Dans l'univers de Star Trek, la Zone Démilitarisée désigne la zone frontalière entre la Fédération des planètes unies et l'Union Cardassienne, où toute activité militaire y est interdite. C'est aussi la zone d'opération de la guérilla terroriste du Maquis. Il existe également des zones neutres entre la Fédération et les empires klingon et romulien, qui jouent elles aussi le rôle de zones démilitarisées.